# Théodore Guigue de Moreton de Chabrillan
Théodore Guigue de Moreton de Chabrillan est un homme politique français né le 7 mai 1811 à Paris et décédé le 28 février 1866 à Paris.

## Biographie
Fils d'Aimé Jacques Marie Constant de Moreton de Chabrillan, comte de l'Empire, chambellan de Napoléon, puis gentilhomme de la chambre du Roi Charles X, et de Alexandrine Françoise  
Eugénie Olympe Zéphirine de Choiseul Gouffier, il est le petit-fils de Marie Gabriel Florent Auguste de Choiseul Gouffier, ambassadeur du Roi Louis XVI, membre de l'Académie française, Pair de France. 
Il hérite de sa famille paternelle le château de Digoine, à Palinges (Saône et Loire), en Bourgogne. 
Au service du roi de Bavière de 1830 à 1833, il devient ensuite auditeur au Conseil d’État, puis attaché au ministère des affaires étrangères en 1837. 
Conseiller général du canton de Palinges de 1848 à 1861, il est élu député de Saône-et-Loire de 1852 à 1857, puis à nouveau de 1857 à 1863, siégeant dans la majorité soutenant le Second Empire. 
Il mène sous le second Empire, avec son épouse, une active vie mondaine dans son château de Digoine

### Distinction
Il était chevalier de la Légion d'honneur .

### Mariage et descendance
Théodore de Chabrillan épouse à Paris le 19 juin 1841 Eulalie Cécile de Domecq, (17 juin 1822 - 29 juillet 1886) issue d'une famille espagnole, fille de Pierre de Domecq et de Diane Lancaster. Dont uniquement un fils :
- Jacques Aimé Olivier de Moreton de Chabrillan, maire de Palinges, conseiller-général du canton de Palinges, non marié (Paris, 10e ardt anc., 17 mars 1842 - Palinges, 22 octobre 1891)[3].

## Pour approfondir

### Sources
- « Théodore Guigue de Moreton de Chabrillan », dans Adolphe Robert et Gaston Cougny, Dictionnaire des parlementaires français, Edgar Bourloton, 1889-1891 [détail de l’édition]

### Pages connexes
- Famille Guigues de Moreton de Chabrillan
- Liste des députés de Saône et Loire
- Château de Digoine